# Estola acricula
Estola acricula là một loài bọ cánh cứng trong họ Cerambycidae.